# Kriogenika

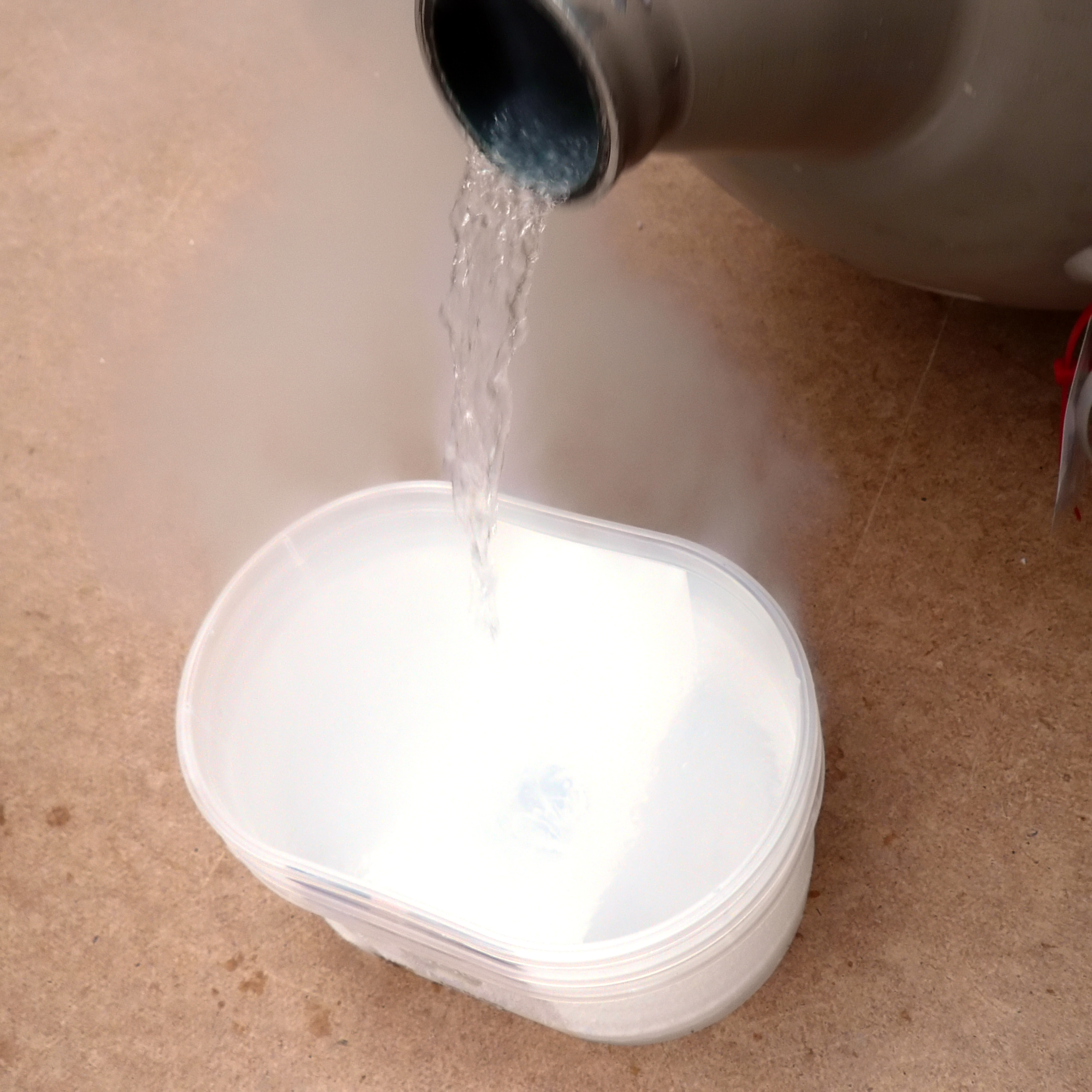
Folyékony nitrogén

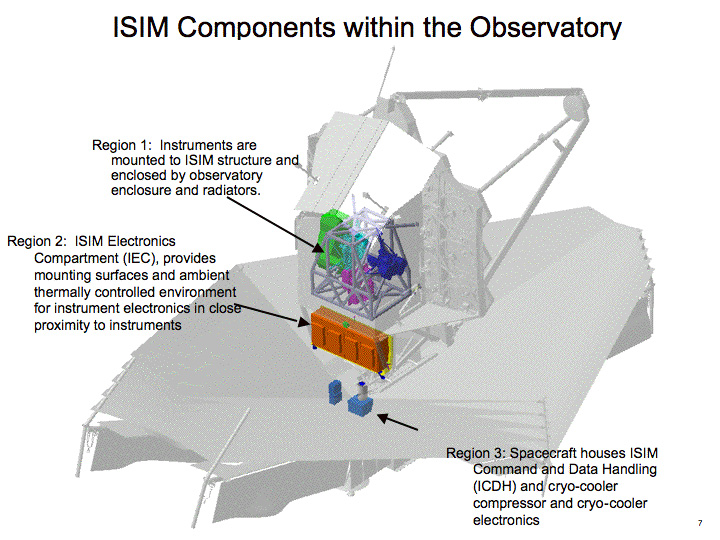
Az infravörös űrteleszkópnak hideg tükörre és műszerekre van szüksége. Az egyik műszernek (a "region 1" mezőben) még hidegebbnek kell lennie. Az ezt biztosító kriohűtő a 3-as régióban, az űrhajó egy melegebb részében helyezkedik el. (Lásd még: MIRI (közép-infravörös műszer) vagy James Webb űrtávcső)

A kriogenika a fizikatudománynak az az ága, amely az anyagok nagyon alacsony hőmérsékleteken való viselkedését vizsgálja.
Nincs rá sztenderd definíció, milyen hőmérsékleten ér véget az egyszerűen fagyottnak tekintett állapot, és hol kezdődik a kriogenikus állapot. Egyes tudósok akkor tekintenek egy gázt kriogenikusnak, ha -150 °C, vagy ennél hidegebb hőmérsékleten cseppfolyósítható. Az amerikai National Institute of Standards and Technology (Nemzeti Szabványügyi és Technológiai Intézet) definíciója szerint a -180 °C és az annál is hidegebb hőmérsékleti zóna a kriogenika vizsgálati terepe. Ennek az a logikája, hogy az úgynevezett permanens gázok (mint a hélium, hidrogén, neon, nitrogén,oxigén és a levegő) forráspontja −180 °C alatt van, míg a Freon fagyasztógázok, szénhidrogének és egyéb köznapi fagyasztógázok forráspontja  −180 °C felett.
A szupravezető anyagok felfedezése, amelyeknek a kritikus hőmérséklete jelentősen a folyékony nitrogén forráspontja felett van, felkeltette az érdeklődést a "magas" hőmérsékletű kriogén fagyasztás megbízható, olcsó technológiái iránt. A "magas hőmérsékletű kriogenikus" hőmérsékleti zóna az általánosan alkalmazott definíció szerint a folyékony nitrogén forráspontjától -195.79 °C kezdődik, és a felső határa -50 °C.
A szélsőségesen alacsony hőmérsékletű anyagokat kutató tudós a kriogenikus. A kriogenikusok a Kelvin-, vagy a Rankine-skálát használják a hőmérséklet mérésére, amelyek kezdőpontja az abszolút nulla fok, nem a Celsius-, vagy a Fahrenheit-skálákat, amelyek nulla pontja más.

## Nevének eredete
A kriogenika görög nyelvű szóösszetétel: κρύο (krio) – "hideg" + γονική (genika) – "az előállításával kapcsolatos".

## Meghatározások és megkülönböztetések
Kriogenikaa nagyon alacsony hőmérsékletek előállításának és az anyagok viselkedésére való hatásának a tanulmányozása.
KriobiológiaA biológia azon ága, amely az élőlények alacsony hőmérsékleteken mutatott viselkedését tanulmányozza, gyakran azzal a céllal, hogy lehetővé tegye a kriokonzervációt.
Állati genetikai erőforrások kriokonzervációjaGenetikai anyagok kriogén fagyasztása a fajta megőrzésének céljával.
KriosebészetA sebészet azon fajtája, amely kriogén hőmérsékletet alkalmaz a rosszindulatú szövetek, például a ráksejtek elpusztítására.
KrioelektronikaA kriogén hőmérsékleteken zajló elektromos jelenségek tanulmányozása. Példái közé tartozik a szupravezetés és a variable-range hopping.
KriotronikaA kiroelektronika tapasztalatainak gyakorlati alkalmazása.
KrionikaÁllatok, vagy emberek kriokonzervációja a későbbi felélesztés céljával. A sajtóban és a tömegkultúrában gyakran tévesen a kriogenika szót használják ebben az értelemben.

## Kriogenikus folyadékok
Kriogenikus folyadékok, a forráspontjukkal, Kelvinben.
| Folyadék | Forráspontja (K) |
| -------- | ---------------- |
| Hélium-3 | 3,19             |
| Hélium-4 | 4,214            |
| Hidrogén | 20,27            |
| Neon     | 27,09            |
| Nitrogén | 77,09            |
| Levegő   | 78,8             |
| Fluor    | 85,24            |
| Argon    | 87,24            |
| Oxigén   | 90,18            |
| Metán    | 111,7            |

## Fordítás
Ez a szócikk részben vagy egészben  a   Cryogenics című angol Wikipédia-szócikk ezen változatának fordításán alapul.  Az eredeti cikk szerkesztőit annak laptörténete sorolja fel. Ez a jelzés csupán a megfogalmazás eredetét és a szerzői jogokat jelzi, nem szolgál a cikkben szereplő információk forrásmegjelöléseként.